# Happerswil
Happerswil (toponimo tedesco) è una frazione del comune svizzero di Birwinken, nel Canton Turgovia (distretto di Weinfelden).

## Storia
Già comune autonomo (Ortsgemeinde), nel 1812 fu aggregato all'altro comune soppresso di Buch per formare il nuovo comune di Happerswil-Buch, il quale a sua volta nel 1995 è stato aggregato al comune di Birwinken assieme agli altri comuni soppressi di Andwil, Klarsreuti e Mattwil.

## Amministrazione
Ogni famiglia originaria del luogo fa parte del cosiddetto comune patriziale e ha la responsabilità della manutenzione di ogni bene ricadente all'interno dei confini della frazione.